# 1972年朝鮮民主主義人民共和國最高人民會議選舉
朝鮮民主主義人民共和國第五屆最高人民會議選舉在1972年12月12日舉行，以直選的方式決出541個最高人民會議的席位誰屬。與過去相同，本屆選舉的所有選區均只有一名參選人，而且他們全由執政黨朝鮮勞動黨在事前挑選:404。故此，朝鮮勞動黨足以控制整個的最高人民會議。據報導，這屆選舉的投票率為100%，參選人當選率也為100%:403。
另外，在這次選舉中，朝鮮總聯再次成為第二大黨，他們取得了7個議席。

## 結果
| 政黨           | 取得席位 | +/-   |
| -------------- | -------- | ----- |
| 朝鮮勞動黨     | 127席    | ▼ 161 |
| 朝鮮總聯       | 7席      | ━     |
| 天道教青友党   | 4席      | ━     |
| 朝鮮民主黨     | 1席      | ━     |
| 朝鮮佛教徒聯盟 | 1席      | ━     |
| 其他           | 401席    |       |
| 總計           | 541席    | ▲ 84  |

## 資料來源
1. 1 2  Nohlen, Dieter.; Grotz, Florian.; Hartmann, Christof. . Oxford: Oxford University Press. 2001. ISBN 0-19-924958-X. OCLC 48585734.